# Łuskowiec długoogonowy
Łuskowiec długoogonowy (Phataginus tetradactylus) – gatunek ssaka z rodziny łuskowcowatych (Manidae). Grzbietową część jego ciała pokrywają keratynowe łuski. Waży do 3,5 kg, wyróżnia go długi ogon rozpięty na 50 kręgach (największa liczba wśród ssaków). Prowadzi samotny, dzienny, nadrzewny tryb życia, znakomicie wspina się i wpływa. Żywi się nadrzewnymi mrówkami, których gniazda otwiera pazurami przednich łap, po czym pobiera owady długim językiem. Nie ma zębów. Żyje w Afryce Zachodniej i Środkowej. Po 140-dniowej ciąży samica rodzi pojedyncze młode, którym opiekuje się aż do następnego porodu. Stanowi obiekt intensywnych polowań celem zdobycia mięsa, zastosowania w medycynie ludowej bądź sprzedaży do Azji. Zagraża mu też wylesianie. W efekcie jest narażony na wyginięcie.

## Budowa

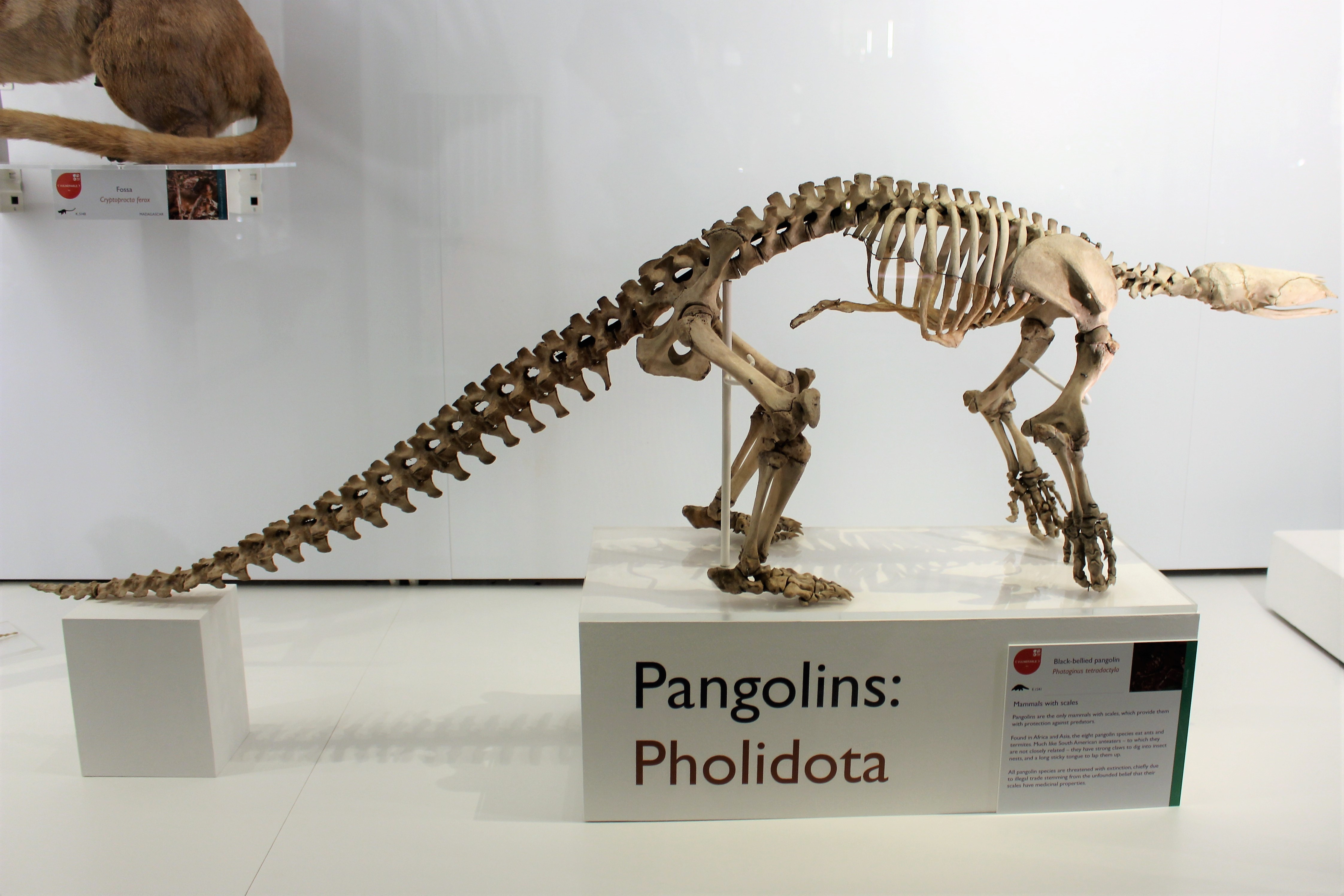
Szkielet. Łuskowiec długoogonowy ma największą wśród ssaków liczbę kręgów ogonowych

Łuskowiec długoogonowy należy do mniejszych łuskowców. Długość głowy i tułowia łuskowca długoogonowego mieści się w przedziale od 30 do 40 cm. Sama czaszka mierzy 6–7 cm. Ogon mierzy od 55 do 70 cm. Masa ciała wynosi od 2 do 3,5 kg.
Dymorfizm płciowy nie występuje.
Stożkowata, V-kształtna głowa kończy się długim a wąskim pyskiem. W jamie ustnej nie znajdzie się ani jednego zęba. Zanikły one na skutek przystosowania do mrówkożerności, przechodząc przez etap niezbyt funkcjonalnych zębów pozbawionych szkliwa. Bardzo słabe są również mięśnie odpowiadające za żucie, tak że łuskowce właściwie są niezdolne do żucia. W środku znajduje się długi język pokryty lepką śliną. Mierzy on od 16 do 18 cm. W przekroju dystalnie owalny, spłaszczony, bez zaostrzenia typowego dla M. tricuspis, ma ostatnie 4 cm pokryte sterczącą do tyłu szczeciną długości 1 mm. Język sięga głęboko, zakotwiczając się między krtanią a tchawicą do wyrostka mieczykowatego, wydłużonego w dwa kostne pręty sięgające miednicy. Koniec nosa jest ciemny, jak i skóra zwierzęcia. Niewielkie oczy mają ciemne tęczówki. Małżowina uszna nieobecna. Górną część twarzy ochraniają łuski.
Wierzch ciała łuskowca długoogonowego, jak to u łuskowców, pokrywają łuski, u tego gatunku duże, barwy złota, z gradientem jasności. Łuski łuskowców buduje keratyna, ale odpowiadają one raczej nie włosom, a paznokciom innych ssaków. Tworzą one 13 rzędów. Szerokość łusek dalszej części ciała podobna jest do szerokości łusek okolicy za łopatkami. Największe są dwie pary łusek za łopatkami, chroniących także proksymalną część kończyn przednich. Obecność łusek nie oznacza, że łuskowiec długoogonowy nie ma włosów. Te ostatnie jak najbardziej występują, osiągają długość od 0,5 do 1 cm, barwy ciemnego brązu do czarnej. Pokrywają one gęsto niechronioną łuskami skórę, nie wyrastają natomiast między łuskami, jak to ma miejsce u niektórych innych łuskowców.
Brzuch jest czarny. Samica nosi parę sutków piersiowych.
Ciało wieńczy długi ogon, przerastający istotnie głowę i tułów. Ponadmetrowej długości ogon to dużo jak na ssaka ważącego 3,5 kg. Ogon ten ma aż 50 kręgów, znacznie więcej niźli u innych łuskowców, mających w ogonie około 20 kręgów. 55 kręgów łuskowca długoogonowego to rekord wśród ssaków. Pokrywające go łuski grzbietowe przyśrodkowe nie sięgają koniuszka. Z kolei na brzuchu brakuje dwóch łusek przyśrodkowych i dwóch bocznych, tworząc nieobjętą łuskami przestrzeń.
Kończyny przednie nie dorównują długością tylnym. Zewnętrzne części kończyn chronią łuski. Dłoni i stóp nie sięgają łuski. Przednie kończyny kończą się pięcioma krótkimi a zakrzywionymi pazurami, z których największy jest trzeci, dwukrotnie przerastając pozostałe. Zwierzę trzyma je prostopadle do podłoża, kiedy chodzi na nadgarstkach. Podobne pięć pazurów kończy tylne łapy. Pazury łuskowca długoogonowego są dłuższe niż u gatunków lądowych, u których ścierają się one o podłoże.

## Systematyka

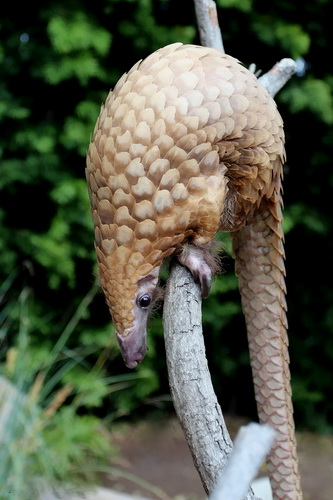
Najbliższym krewnych łuskowca długoogonowego jest łuskowiec białobrzuchy

Łuskowiec długoogonowy po raz pierwszy zgodnie z zasadami nazewnictwa binominalnego opisany został przez Linneusza w 1766 w 12. edycji Systema Naturae. Jako miejsce typowe twórca systemu nazewnictwa organizmów podał błędnie Amerykę Południową (łac. Habitat in America australi); zostało to później skorygowane do Afryki Zachodniej. Gatunek opisany został pod nazwą Manis tetradactyla. Jeszcze w 2011 figurował pod tą nazwą w Handbook of the Mammals of the World w rozdziale autorstwa Gauberta. Niekiedy wyodrębniano go do podrodzaju Uromanis. Jednak badania mitochondrialne genomu wykazały, że populacje azjatyckie i afrykańskie łuskowców stanowią odrębne monofiletyczne klady. W dodatku afrykańskie łuskowce dzieli duży dystans genetyczny i różnice morfologiczne, co uzasadnia podzielenie afrykańskiego kladu na dwa odrębne rodzaje – Smutsia (S. gigantea i S. temminckii) oraz Phataginus (P. tetradactylus i P. tricuspis); taki układ wspierają autorzy Illustrated Checklist of the Mammals of the World (2020), All the Mammals of the World (2023) czy Mammal Diversity Database (2024).
Uproszczony kladogram na podstawie analiz du Toita i współpracowników z 2017:
|  | Smutsia                                                                           |
|  |                                                                                   |
|  | \| \| Phataginus tricuspis \| \| \| \| \| \| Phataginus tetradactylus \| \| \| \| |
|  |                                                                                   |
|  | Phataginus tricuspis                                                              |
|  |                                                                                   |
|  | Phataginus tetradactylus                                                          |
|  |                                                                                   |

|  | Phataginus tricuspis     |
|  |                          |
|  | Phataginus tetradactylus |
|  |                          |

### Etymologia
- Phatanginus: wschodnio-indyjska nazwa phatagin lub phatagen dla łuskowatego zwierzęcia jedzącego mrówki zaadaptowana przez Buffona[22].
- tetradactylus: gr. τετραδακτυλος tetradaktulos ‘czteropalczasty’, od τετρας tetras, τετραδος tetrados ‘cztery’; δακτυλος daktulos ‘palec’[23].

## Tryb życia

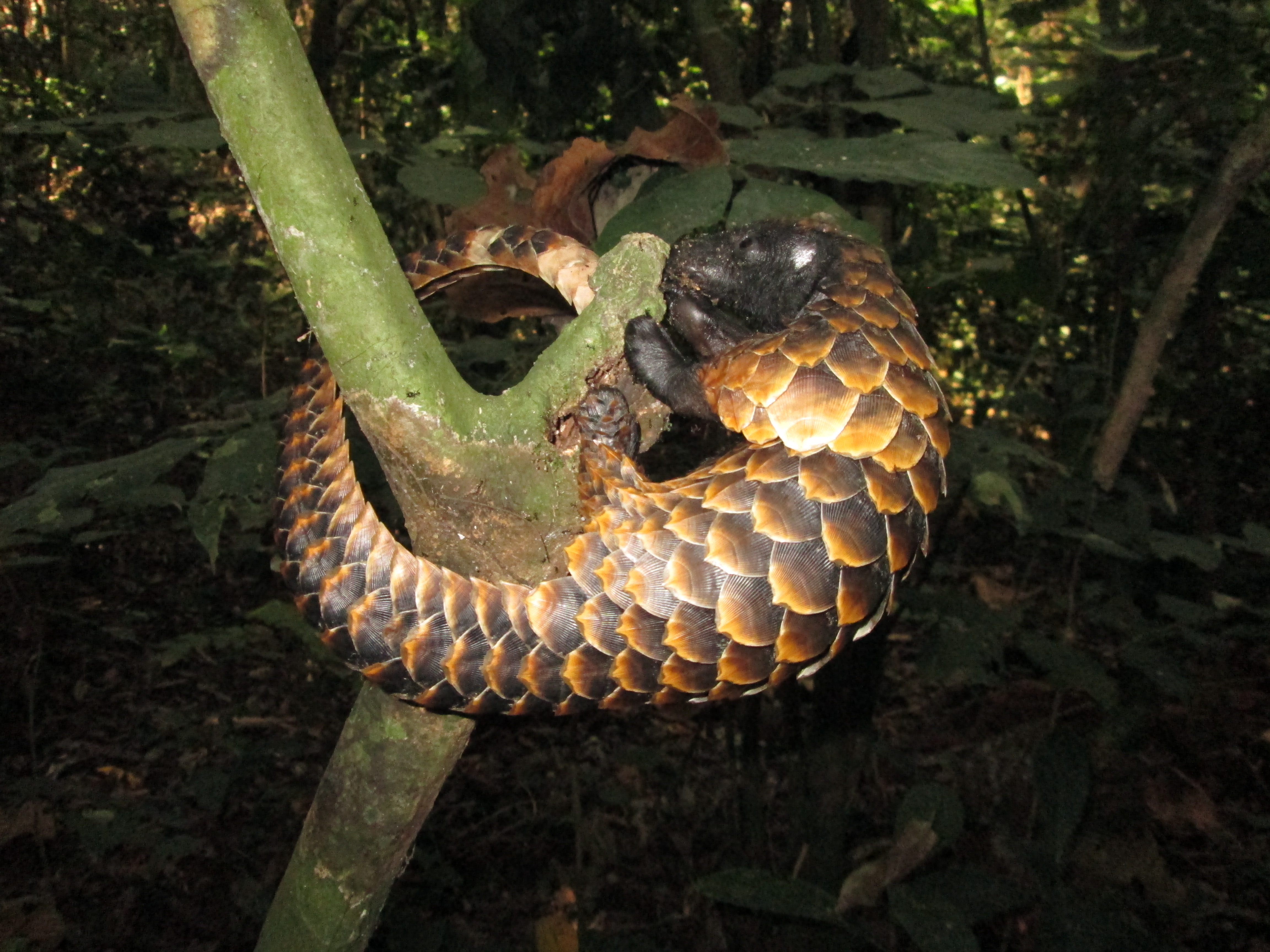
We wspinaczce na drzewach łuskowiec długoogonowy pomaga sobie ogonem

Łuskowiec długoogonowy wiedzie samotny, nadrzewny tryb życia. Jest dość skryty i niełatwo go wypatrzeć, jako że jego łuski wtapiają się w cienie wśród liści, pomimo że aktywność zachowuje w dzień. Pokarmu szuka na drzewach, kierując się węchem. Na drzewach też znajduje sobie miejsca spoczynku na gałęziach bądź wedle innych źródeł w dziuplach czy pustych gniazdach owadzich. Kiedy brak takiej możliwości, zwierzę może też wykonać sobie prostą norę. Na ziemi chodzi dość wolno, a jego sposób poruszania się przywodzi na myśl gąsienicę, kiedy to wysuwa najpierw przednie łapy, a potem dołączają do nich tylne z wygięciem grzbietu. W podobny sposób biega, trzymając nos blisko gleby, a także wspina się po gałęziach średnicy 5–20 cm. Kiedy wspina się po drobniejszych gałązkach bądź pnączach, zmienia sposób poruszania się, wysuwając kończyny po przekątnej i zwisając podobnie, jak to czynią leniwcowate. Giętkie ciało z długą szyją nasuwa też porównanie do gadów. Podczas wspinaczki istotną rolę odgrywają pazury. Palce drugi i trzeci rąk nie zrastają się całkowicie, dzięki czemu ssak może objąć nimi mniejsze gałązki. Istotna jest także ruchliwość stopy w osi wertykalnej (ale supinacja już nie występuje). Bardzo długi ogon z wrażliwym obszarem wolnym od łusek pełni funkcję kolejnej kończyny, zaopatrzony w silne mięśnie potrafi się mocno zwijać, ułatwiając zwierzęciu wspinaczkę po gładkim pniu, a łuski zakotwiczają się w nierównościach kory. Ssak wspina się wtedy po spirali. Koniec ogona pełni też ważną rolę podczas zmiany gałęzi czy wręcz drzewa. Ponadto łuskowiec długoogonowy dobrze pływa. Z łatwością przepływa strumienie czy obszary podmokłe. Porusza się wtedy w sposób przypominający węże, z falującym ciałem odpychanym od wody za pomocą długiego ogona. Głowę na zmianę trzyma nad i pod powierzchnią wody, regularnie bierze wdechy. Przed pływaniem nadyma się powietrzem, zwiększając średnicę ciała o jakieś 10 cm. Po przepłynięciu wody pozbywa się nadmiaru powietrza z nosa i odbytu, wydając głośne dźwięki. Większość czasu spędza jednak na drzewach, więcej niż jego bliski krewny łuskowiec białobrzuchy, a podczas zalotów cały czas właściwie przebywa ponad ziemią.
Podczas gdy dorosłe osobniki zdają się przebywać na stałym terenie, młode włóczą się w poszukiwaniu własnego miejsca. Dorosłe korzystają ze stałych ścieżek, znaczonych moczem i wydzielinami gruczołów. Kiedy łuskowiec śledzi pobratymca, pozostawia na podłożu ślady zapachowe, pocierając swymi gruczołami analnymi o podłoże, znaczy też moczem. Gruczoły te służą do oznaczania terenu i odstraszania innych osobników, podczas gdy gruczoły perianalne pełnią także rolę w rozrodzie. Napotkawszy tropionego osobnika, może skakać bądź wstawać na tylne łapy. Z kolei doznawszy zagrożenia na ziemi, łuskowiec najchętniej ucieka na najbliższe drzewo. Nie mając takiej możliwości, zwija się w kulę, koniec ogona dociskając do szyi. Podobną strategię stosują bolity z rzędu pancernikowców.
Autorzy zakładają, że zwierzę pierwszy raz przystępuje do rozrodu w wieku około 2 lat, jak to mają w zwyczaju łuskowce z Azji, pozostając następnie płodne przez lat 10. W efekcie IUCN szacuje pokolenie na 7 lat. Nie występuje okres godowy, rozmnażanie trwa cały rok. Kiedy samiec znajduje samicę, początek ich relacji obejmuje agresję, kiedy to zwierzęta nacierają na siebie klatka do klatki piersiowej, po czym samica poddaje się i przywiera do ogona swego adoratora. Samiec wchodzi na drzewo, gdzie kopulują ze splecionymi ogonami. Dochodzi do ciąży trwającej 140 dni, występuje łożysko nabłonkowo-kosmówkowe. Na świat przychodzi pojedynczy noworodek, w pierwszym tygodniu życia pozamacicznego ukrywa się w dziupli drzewa. Potem wskakuje na grzbiet bądź ogon matki, przenoszącej go ze sobą. 2 tygodnie po porodzie matka, napotkawszy samca, może kolejny raz kopulować. Po kolejnym porodzie starsze młode zostawia matkę i przez następne 4–5 miesięcy włóczy się, szukając miejsca do życia.

## Rozmieszczenie geograficzne
Łuskowiec długoogonowy należy do łuskowców afrykańskich. Zamieszkuje dwa rozłączne obszary w Afryce Zachodniej i Środkowej. Pierwszy z nich obejmuje tereny od Ghany do Sierra Leone. Drugi zawiera obszary od delty Nigru do Kotliny Konga, sięgając centralnej i wschodniej Demokratycznej Republiki Konga. Ponadto Gaubert uważa za możliwą jeszcze obecność zwierzęcia w Kabindzie, angolskiej eksklawie. IUCN wymienia następujące państwa: Demokratyczna Republika Konga, Wybrzeże Kości Słoniowej, Gabon, Ghana, Gwinea, Gwinea Równikowa, Kamerun, Kongo, Liberia, Nigeria, Republika Środkowoafrykańska, Sierra Leone, być może Angola. Być może występuje też w Parku Narodowym Semuliki w Ugandzie.

## Ekologia

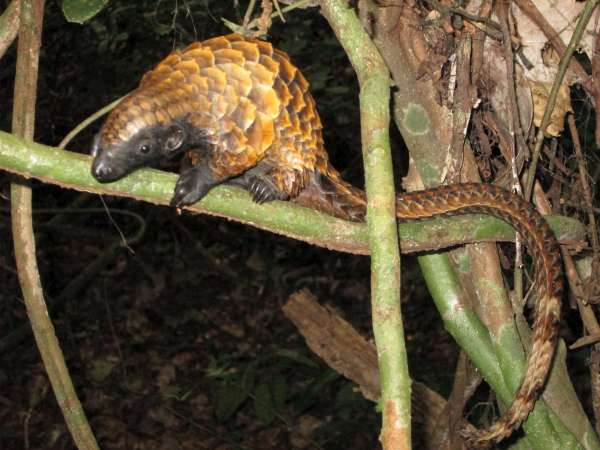
Łuskowiec długoogonowy wiedzie nadrzewny tryb życia

Siedlisko zwierzęcia to lasy deszczowe, tropikalne, przybrzeżne, rosnące na bagnach, zawsze w pobliżu wody, jako że w przeciwieństwie do innych łuskowców łuskowiec długoogonowy, świetny pływak, prowadzi częściowo wodny tryb życia. Zamieszkuje w lasach tworzonych przez rodzaje Uapaca, Pseudospondis czy Mitragina na bagnach, a poza nimi rotangi. W suchych lasach żyje na północy swego zasięgu. IUCN wymienia także sawanny (w zasadzie pogranicza lasów i sawann) i obszary zmienione działalnością człowieka. W lasach wtórnych i innych siedliskach antropogenicznych widywano go na obszarze delty Nigru. W Nigerii i Wybrzeżu Kości Słoniowej zasiedla zdegradowane lasy, tereny rolnicze i plantacje. Nie wiadomo jednak, czy potrafi się rozmnażać na takich terenach. Jest najrzadszym afrykańskim łuskowcem, na bagnach Wybrzeża Kości Słoniowej zagęszczenie oszacowano na 0,015 łuskowca na ha, aczkolwiek ciągły odłów wskazuje, że zwierząt tych musi być więcej, na niektórych terenach może nawet 0,26 osobnika na ha.
Może współistnieć sympatrycznie z łuskowcem białobrzuchym i wtedy wykazuje większą specjalizację co do wyboru siedliska.
Jak i pozostałe łuskowcowate, łuskowiec długoogonowy jest myrmekofagiem. Spożywa nadrzewne mrówkowate, zwłaszcza należące do rodzajów Cataulacus i Crematogaster. Wedle IUCN konsumuje także termity, wedle Gauberta raczej ich nie spożywa, nawet w niewoli, kiedy mu się podaje. Zdobycz wynajduje węchem. Preferowana przez niego zdobycz zamieszkuje na drzewach w gniazdach. By się do niej dobrać, rozrywa po bokach gniazda mrówek, używając do tego pazurów przednich łap, może też drążyć w nich tunel. Następnie spożywa wypadające mrówkowate za pomocą swego długiego języka. Zazwyczaj nie niszczy gniazd w całości, dzięki czemu owady mogą odbudować populację, dostarczając łuskowcowi pokarmu następnym razem.

## Zagrożenia i ochrona
Najrzadszy z afrykańskich łuskowcowatych. Międzynarodowa Unia Ochrony Przyrody (IUCN) klasyfikuje łuskowca długoogonowego jako gatunek narażony na wyginięcie (VU). IUCN pierwszy raz uwzględniła gatunek w 1996, jeszcze w rodzaju Manis. Uznała go za gatunek najmniejszego ryzyka / najmniejszej troski. Klasyfikację tę utrzymała w 2008, pomimo zmiany nazwy kategorii na gatunek najmniejszej troski i zmiany rodzaju na Uromanis. Taką klasyfikację uzasadniano skrytym trybem życia i obecnością na terenach chronionych. W 2014 zmieniła klasyfikację, przenosząc łuskowca długoogonowego, już w obecnym rodzaju, do gatunków narażonych na wyginięcie. IUCN uzasadnia to utratą siedlisk na skutek wycinania środkowo- i zachodnioafrykańskich lasów, ale i odłowem na rynki azjatyckie na poziomie niemożliwym do utrzymania stabilnej liczebności populacji. W efekcie na przestrzeni ostatnich trzech pokoleń zanotowano spadek o 30–40%. Jego całkowita liczebność obniża się. Ponadto sytuację pogarsza górnictwo. Sytuacja różni się w zależności od regionu. W Afryce Zachodniej jest gorsza, tam prawdopodobnie wymarła więcej niż połowa populacji, prognozuje się też większe spadki w przyszłości. Autorzy wiążą to z nasiloną deforestacją, trzykrotnie większą niż w Kotlinie Konga, z jedynie niewielkimi kępami niepoprzecinanego drogami lasu i większą populacją człowieka rozumnego. W Kamerunie mięso łuskowca długoogonowego można niekiedy nabyć na targach z dziczyzną, gdzie znany jest jako łuskowiec czarownik. Każdego roku w Afryce Środkowej ofiarą ludzi pada od 0,4 do 2,7 miliona łuskowców, liczba w ostatnich czterech dekadach zwiększyła się 2,5 raza, a cena mięsa Phataginus od 1990 do 2015 wzrosła 2,3 raza. Zwiększa się także popyt z krajów azjatyckich. Może to mieć związek z wytrzebieniem populacji rodzimych łuskowców w Chinach. W 2000 z Republiki Środkowoafrykańskiej wyjechało tylko 40 skór, ale między 2015 i 2019 w Afryce odłowiono i sprzedano do Azji ponad 10 000 razy więcej osobników.
Występuje na obszarach chronionych, jak Ituri Forest Reserve, Park Narodowy Dzanga-Sangha, Park Narodowy Comoe, a być może Park Narodowy Semuliki. Obejmuje go Załącznik I CITES.

## W kulturze
Łuskowiec długoogonowy jest jadalny, jego mięso można nabyć na targach z dziczyzną jako łuskowca czarownika. Używany jest też w medycynie ludowej. W Ghanie wykorzystuje się do tego celu 13 części ich ciał, a w Sierra Leone aż 22, i to do leczenia 59 dolegliwości. Łuskowce długoogonowe są też sprzedawane do Azji.